# 지바현 제7구
지바현 제7구(일본어: 千葉県第7区)는 일본의 중의원 선거구이다. 1994년 일본 공직선거법 개정으로 신설되었다.

## 지역
- 마쓰도시 (지바현 제6구에 속하지 않는 지역. 고가네, 고가네하라, 마바시, 신마쓰도, 미야쿠보 출장소 관할구역)
- 노다시
- 나가레야마시